# یاووونسه
یاووونسه (به لاتین: Jałowęsy) یک روستا در لهستان است که در گمینا اوپاتوو (استان اشوی‌داشکسیه) واقع شده‌است. یاووونسه ۴۵۰ نفر جمعیت دارد.